# 功能安全
功能安全（Functional Safety）也稱為機能安全，會簡稱FuSa，是指和一個系統或是設備整體安全的組成部份
。其達成安全性的方式是靠系統或組成零件在接受輸入訊號後，可以正常的動作。例如一個馬達中加裝溫度感測器，若溫度超過一定值，即停止馬達運轉，此機能就屬於功能安全。

## 目的
功能安全的目的是避免直接或間接（經由設備或環境）的造成人員傷亡、財產損失或是環境污染。整個功能安全標準著重在電氣/電子/可程式化系統（E/E/PE），但除了使用E/E/PE系統之外，也可能會配合不同技術的系統來達到安全功能或降低風險，因此實務上的功能安全手法，需延伸到系統中非E/E/PE系統的部份。
安全性的考量需考慮系統及其相關的環境。功能安全也是如此，需將系統及環境一併考慮。

## 作法
當一個系統完成了所有需求的安全機能（safety function），且安全機能均符合需要求的性能水準，此系統就已實現了功能安全。一般會有一個程序來達到上述的目的，程序至少包括以下幾項：
1. 識別需要的安全機能，也就是要確認有哪些危險，需要哪些安全機能。機能檢閱（function review）及正式的危害辨识（HAZID）、危害與可操作性分析（HAZOP）及事件檢閱（Accident Review）都可以用來搜集相關的資訊。
2. 評估需由安全機能降低風險的程度，也會評估系統的安全完整性等級（Safety Integrity Level，簡稱SIL）。安全完整性等級可以視為衡量一特定流程的安全性指標[3]。
3. 確認即使有不正確的操作輸入，或是出現常見的失效（即失效模式），安全機能仍符合設計意圖。為達到這項需求，需要有符合資格的工程師管理產品的設計及整個生命週期，進行要認證功能安全標準的各項程序。歐洲的相關標準是IEC EN 61508或是其他由IEC EN 61508衍生的特定工業標準。
4. 藉由系統的平均故障間隔（MTBF）及安全故障失效比率（Safe Failure Fraction，SFF）來驗證系統符合指定的安全完整性等級（SIL）。危險故障失效比率（unsafe failure fraction）是系統處於危險狀態或嚴重狀態的比率。失效模式可以由失效模式與影響分析（FMEA）來分析。而各失效模式的失效率可以用故障模式、影響與診斷分析（FMEDA）來推算。

系統中的模組可以依失效時的狀態（安全或危險）及是否有偵測線路可以偵測是否失效，依照IEC 61508的分類，可以分為以下的四種：
- DU模組：失效時會進入危險狀態，且沒有偵測線路可以偵測是否失效。
- DD模組：失效時會進入危險狀態，有偵測線路可以進行預防性維修，或是在失效時導入安全模式（Failure to Safe）。
- SU模組：失效時不會進入危險狀態，沒有偵測線路可以偵測是否失效。
- SD模組：失效時不會進入危險狀態，有偵測線路可以偵測是否失效。

## 功能安全的認證
任何聲稱具有功能安全的零件、子系統或系統都需獨立地取得一個功能安全標準的認證。取得認證的產品可以說明在特定範圍的應用下，其機能安全性可以達到特定的安全完整性等級（SIL），其認證證書會和一份描述其性能範圍及限制的測試報告一起提供給客戶。
功能安全的基礎原則是在軍事、核能及太空等產業中訂定，之後鐵路業及程序控制也發展了各領域不同的標準。功能安全標準適用於所有有安全關鍵需求的產業中。已有數以千計的產品及程序符合IEC EN 61508或其衍生的法規，從浴室的淋浴器、車用安全設備、醫療設備、感測器、致動器、ABB及西門子的的程序控制器，及由其他公司（像Capula）所設計，在船舶、飛機及大型工廠的系統整合。
在歐洲，發展了許多有關功能安全認證的組織。在申請IEC EN 61508及相關標準的認證時多半會利用CASS框架，由受到認可的品質審核員進行。
美國聯邦航空局（FAA）也有類似的功能安全認證程序，US RTCA DO-178B是針對軟體，而DO-254是針對硬體，主要是應用在航空工業。
美國NASA發展了安全關鍵系統的標準及指導書，後來也用在許多其他的產業中。NASA的標準及指導書是以ISO的軟體標準ISO 12207為基礎，ISO 12207是很好的軟體實作標準，而不是安全標準。因此NASA也增加了一些安全相關內容較。也有認證流程，針對依照NASAA指導書開發的系統。
先進的電機／電子／可程式化醫療設備會依照美國食品藥品監督管理局（FDA）的 501(k)申請認證，501(k)是依照醫療產業的IEC EN 62304標準，而後者也是從IEC EN 61508衍生的標準。
汽车工业软件可靠性联会在訂定新標準時，也會以IEC EN 61508為準，再衍生相關的特殊產業標準。
國際標準ISO 26262《道路車辆功能安全》在2011年11月15日正式发布，規範汽車之電機電子系統符合所需汽車安全完整性等級（Automotive Safety Integrity Level，ASIL）。

## 當代的功能安全標準
以下列出主要使用的功能安全標準：
- 國際電工委員會功能安全性標準，IEC EN 61508 Parts 1 to 3：是功能安全標準的核心，適用於安全關鍵的E/E/PE系統及以利用E/E/PE達到其安全功能的系統。
- UK Defence Standard 00-56 Issue 2
- 美國聯邦航空局的軟體標準，US RTCA DO-178B, Software Considerations in Airborne Systems and Equipment Certification
- 美國聯邦航空局的硬體標準，US RTCA DO-254, Design Assurance Guidance for Airborne Electronic Hardware
- EUROCAE ED-12B European Airborne Flight Safety Systems
- 國際電工委員會醫療設備的軟體標準，IEC 62304, Medical Device Software - Software Life Cycle Processes
- 國際電工委員會核電廠設備功能安全性標準，IEC 61513, Nuclear power plants – Instrumentation and control for systems important to safety：是以EN 61508 為基礎，通用的系統安全性需求。
- 國際電工委員會核石化製程產業功能安全性標準，IEC 61511
  - IEC 61511-1, Functional safety – Safety instrumented systems for the process industry sector – Part 1: Framework, definitions, system, hardware and software requirements, , based on EN 61508
  - IEC 61511-2, Functional safety – Safety instrumented systems for the process industry sector – Part 2: Guidelines for the application of IEC 61511-1, , based on EN 61508
  - IEC 61511-3, Functional safety – Safety instrumented systems for the process industry sector – Part 3: Guidance for the determination of the required safety integrity levels, based on EN 61508
- 國際電工委員會機械產業功能安全性標準，IEC 62061, Safety of machinery - Functional safety of safety-related electrical, electronic and programmable electronic control systems, based on EN 61508
- EN 50128, Railway Industry Specific
- EN 50129, Railway Industry Specific
- NASA Safety Critical Guidelines
- 國際標準組織的汽車功能安全標準，ISO 26262, Road vehicles - Functional safety

## 外部連結
- 中国功能安全中心（页面存档备份，存于）
- IEC Functional safety zone
- Functional Safety and IEC 61508: A basic guide
- Safety Users Group - Functional Safety-Information Resources
- Certified Functional Safety Expert (CFSE)（页面存档备份，存于） - Organization providing certification for Functional Safety professionals
- Inside Functional Safety - Technical magazine focusing on functional safety
- 61508.org The 61508 Association（页面存档备份，存于）
- Functional Safety and IEC 61508（页面存档备份，存于） TÜV NORD SysTec GmbH